# Paul Leluc
Paul Leluc, né en 1978, est un réalisateur de films d'animation français.
Formé à l'Ensaama (Olivier-de-Serres) entre 1997 et 2000, il étudie ensuite à l'école des Gobelins jusqu'en 2002. 

## Réalisations
- 2008 : Le Monde de Pahé (78 épisodes de 7 min)
- 2011 : Ovni 2, avec Sandra Derval (5 épisodes de 52 min)
- 2011 : Grabouillon saisons 3 (52 épisodes de 6 min 30 s") et 4 (52 épisodes de 6 min 30 s")
- L'incroyable Noël de Grabouillon (52 min) et Grabouillon et le trésor du Capitaine Nem'Os (52 min)
- 2015 : Les Grandes Grandes Vacances (10 épisodes de 26 min)
- 2018 : Loup (78 épisodes de 7 min)[1]